# Sauerstofffabrik (Magdeburg)

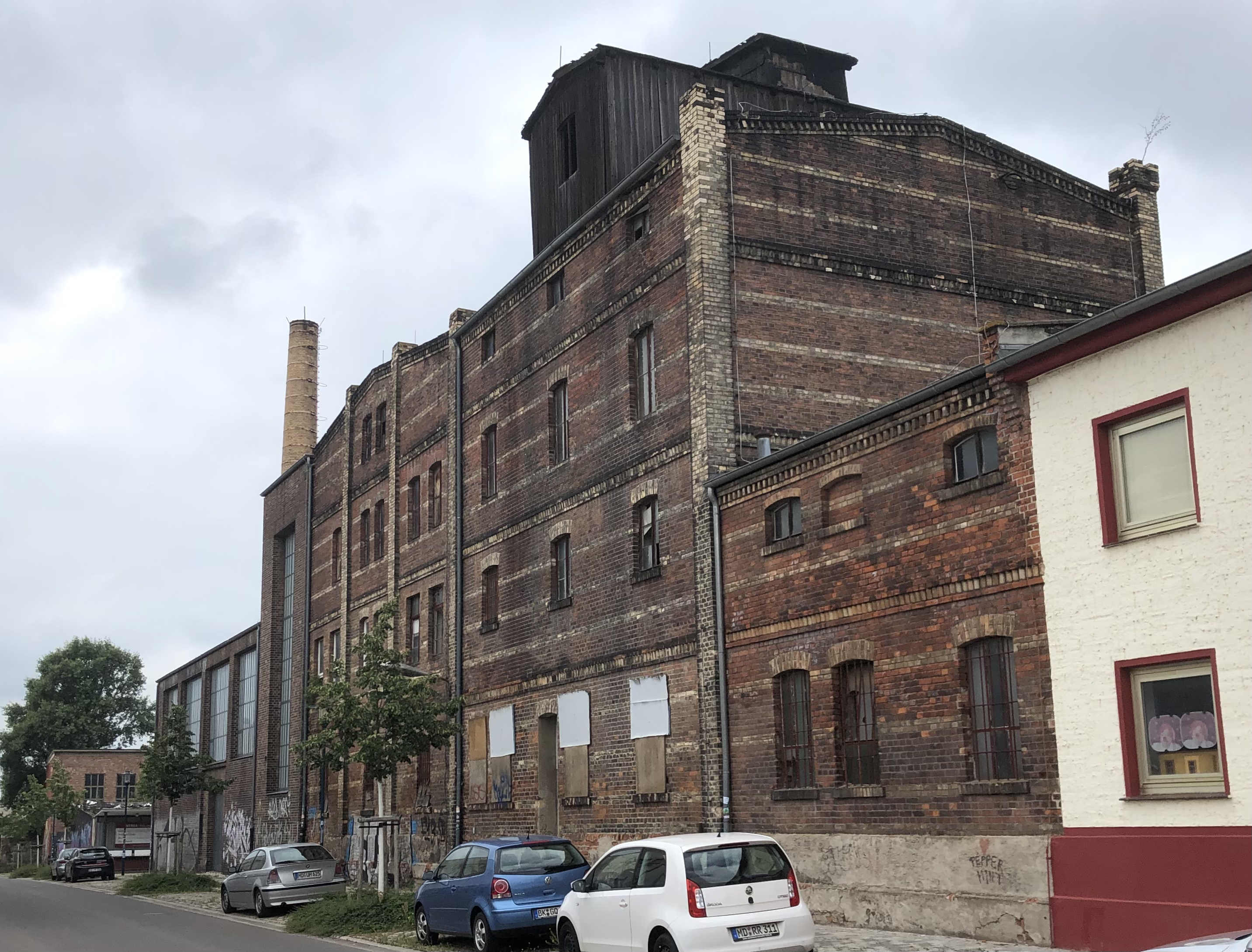
Blick von Osten, 2021

Die Sauerstofffabrik ist ein unter Denkmalschutz stehender Fabrikkomplex in Magdeburg in Sachsen-Anhalt, Brauereistraße 4.

## Lage
Er steht an der Nordseite der Brauereistraße im Magdeburger Stadtteil Buckau, östlich grenzt das Betriebsgelände der Abtshof Magdeburg GmbH an.

## Architektur und Geschichte
Der westliche Baueil entstand nach Planung des Architekten J. Arnold im Jahr 1939 als Verdichterstation. Dort waren die Maschinen zur Bereitstellung des Sauerstoffs untergebracht. In den Komplex wurden östlich vom Neubau gelegene ältere Fabrikgebäude einbezogen, die ursprünglich durch die direkt benachbarte Brauerei Reichardt & Schneidewin genutzt worden waren.
Der Neubau entstand in kubischen Formen und stellt gestalterisch eine Fortführung des Neues Bauens dar. Er ist als Stahlbetonskelettbau errichtet und wurde vollständig verklinkert. Bedeckt ist dieser Gebäudeteil mit einem sehr flach ausgeführten Satteldach. Nach Süden zur Brauereistraße hin wurden fünf sehr große Fenster angeordnet, die ihrerseits durch eine kleinteilige Sprossung gegliedert sind. Vier sind querrechteckig, eines am Übergang zum Altbau hochrechteckig gestaltet. Zwischen den linken vier Fenstern steht jeweils ein stark ausgeprägter Vierkantpfeiler.
In der Liste der Kulturdenkmale in Buckau bzw. in der Denkmalliste ist die Sauerstofffabrik unter der Erfassungsnummer 094 71407 als Baudenkmal verzeichnet.
Das Gebäude gilt als qualitätsvolle Industriearchitektur und Beispiel für die Fortführung moderner Architektur in der Zeit des Nationalsozialismus.